# Faldilles d'acer
Faldilles d'acer (originalment en anglès, The Iron Petticoat) és una pel·lícula de comèdia britànica de 1956 sobre la Guerra Freda protagonitzada per Bob Hope i Katharine Hepburn, i dirigida per Ralph Thomas. El guió de Ben Hecht es va convertir en el focus d'una història controvertida darrere de la producció i va portar a la supressió eventual de la pel·lícula per part de Hope. Hecht havia format part de l'equip de guionistes de Camarada X (1940) de temàtica similar. S'ha doblat al català.
Hepburn interpreta un pilot militar soviètic que aterra a l'Alemanya Occidental i, després de provar la vida a Occident en companyia del major de Hope, Chuck Lockwood, es converteix al capitalisme. Les trames secundàries impliquen Lockwood, que intenta casar-se amb una membre de la classe alta britànica, i agents comunistes que intenten coaccionar el personatge de Hepburn perquè torni a la Unió Soviètica.
La història principal pren de Ninotchka (1939) d'Ernst Lubitsch, protagonitzada per Greta Garbo, i s'assembla molt al Jet Pilot de Josef von Sternberg amb Janet Leigh com a pilot russa i John Wayne com a oficial de les Forces Aèries dels Estats Units. Jet Pilot, inspirat en les desercions dels pilots de la Guerra Freda de la vida real, va completar la fotografia principal el 1950, però no es va estrenar fins al 1957, després de Faldilles d'acer.

## Repartiment
- Bob Hope com a Capt. Chuck Lockwood
- Katharine Hepburn com a Capt. Vinka Kovalenko
- Noelle Middleton com a Connie
- James Robertson Justice com a Col. Sklarnoff
- Robert Helpmann com a Ivan Kropotkin
- David Kossoff com a Dubratz
- Alan Gifford com a Col. Newt Tarbell
- Olaf Pooley com a Maj, Osip Feodor Ganovich
- Nicholas Phipps com a Tony Mallard
- Paul Carpenter com a Maj. Lewis
- Tutte Lemkow com a Sutsiyawa
- Sid James com a Paul
- Alexander Gauge com a Senator Howley
- Sandra Dorne com a Tityana
- Richard Wattis as	Lingerie Clerk
- Doris Goddard com a Maria